# Trannos
Trannos, pseudonimo di Chrīstos Stasinopoulos (in greco Χρήστος Στασινόπουλος?; Atene, 2000), è una rapper greco.

## Biografia
Nato e cresciuto ad Atene, Chrīstos Stasinopoulos pubblica il suo primo singolo Mpam nel 2020. Il 27 maggio 2022 esce il suo primo album in studio, dal titolo Bad Boy (Summer Hits)
Negli anni seguenti collabora con numerosi artisti di spicco nella scena musicale greca, tra cui Eleni Foureira. Il suo secondo album, Bad Boy 2, esce il 12 luglio 2024 sotto Panik Records, e vede la partecipazione di artisti come Snik, Teo Tzimas e Kidd. Il 21 marzo 2025 è invece la volta del terzo album, intitolato Repetition.

## Discografia

### Album in studio
- 2022 – Bad Boy (Summer Hits)
- 2024 – Bad Boy 2
- 2025 – Repetition

### EP
- 2020 – Fōtia
- 2021 – Trannoios (con Billy Sio)